# David Strauss
David Friedrich Strauss (på tyska vanligen skrivet Strauß), född den 27 januari 1808 i Ludwigsburg, död där den 7 februari 1874, var en tysk teolog, som blev känd för sin Leben Jesu-forskning.

## Biografi
Strauss läste teologi i Blaubeuren och i Tübingen och påverkades på båda orter av F.C. Baur. 1831 studerade han i Berlin och kom under Hegels och Schleiermachers inflytande. Tillbaka i Tübingen publicerade han 1835 sitt mest bekanta verk, Das Leben Jesu, kritisch bearbeitet, där han hävdade att Jesu liv var en produkt av omedveten mytbildning. 
Verket är till största delen en systematisk genomgång av vad evangelierna berättar om Jesus. Motsägelser pekas ut och försök till harmonisering eller symbolisk tolkning avvisas. Istället förklarar Strauss det övernaturliga, mirakulösa och överdrivna som myter som vuxit kring en ursprunglig kärna.
Kritik och ifrågasättande av de kristna dogmerna hade framförts förut, men aldrig förr hade evangelierna blivit föremål för en så radikal och omfattande granskning. Boken blev därmed mycket kontroversiell och föranledde våldsamma reaktioner och en inflammerad debatt, och Strauss betecknades som Antikrist. Dess verkan var som "en förskräcklig jordbävning eller våldsam revolution och med rätta har man benämnt år 1835 den moderna teologins stora revolutionsår".
Han utnämndes 1839 till professor i teologi i Zürich, men efter en folklig protest som störtade regeringen drogs utnämningen tillbaka. 
Kontroversen kring Strauss bok föranledde också en uppdelning av hegelianismen i två grupperingar: vänsterhegelianer ("unghegelianer") och högerhegelianer ("gammelhegelianer"). Begreppen myntades av Strauss och han ansåg sig själv befinna sig i hegelianismens vänsterflygel, medan de som försvarade mer konventionella kristet dogmatiska teorier tillhörde högerflygeln. 
Hans andra huvudverk Die christliche Glaubenslehre (Den kristna trosläran) utgavs 1840-41 och innehåller en skarp kritik av de enskilda kristna dogmerna genom en historisk granskning av dess tillkomst. En betecknande utsaga i boken lyder: "Den sanna kritiken av dogmerna är dess historia".
1847 utkom hans skrift "Der Romantiker auf dem Throne der Cäsaren, oder Julian der Abtrünnige“, en skarp politisk satir över  den preussiske konungen Fredrik Vilhelm IV. På 1860-talet skrev Strauss en biografi över Reimarus och en ny version av Leben Jesu, där han använde Tübingenskolans evangeliekritik. År 1872 utkom hans sista bok, Der alte und neue Glaube, där han bekände sig till darwinism och teoretisk materialism.
Bland andra litterära, biografiska och konsthistoriska skrifter författade Strauss även en musikalisk uppsats under titeln Musikalischen Brief eines beschränkten Köpfes über Beethovens neunte Symphonie und ihrer Bewunderer (Kleinen Schriften, 1862).